# Agonia no Jardim (Perugino)
Agonia no Jardim é uma pintura do artista renascentista italiano Pietro Perugino, executada por volta de 1483-1493, e alojada na Galeria Uffizi, em Florença
O episódio é mais conhecido em Língua Portuguesa como Agonia no Getsêmani e se refere a um evento na Vida de Jesus que ocorreu entre a Última Ceia e a sua prisão A luta de Jesus (em grego: agonia), orando e se submetendo a Deus antes de aceitar seu sacrifício, no Getsêmani, também denota um estado de espírito atualmente chamado de agonia.

## História
A obra foi pintada para a igreja do convento de San Giusto alle mura juntamente com a Pietà e uma Crucificação. O biógrafo de arte renascentista Giorgio Vasari os viu em altares laterais da igreja de San Giovanni Battista alla Calza, depois que o local original foi destruído durante o Cerco de Florença em 1529. Foi transferido para os Uffizi no século XX..